# Luci Letori
Luci Letori (llatí: Lucius Laetorius) un magistrat romà elegit edil plebeu l'any 202 aC, però el van obligar a renunciar a aquesta magistratura juntament amb el seu col·lega Publi Eli Tuberó pel fet que la seva elecció va ser declarada anul·lada per motius religiosos. Ho explica Titus Livi.